# Autorité de certification des temps
Pour les articles homonymes, voir TSA.
Une Autorité de certification des temps (de l’anglais Timestamping Authority, TSA) est un tiers de confiance pour la fourniture d’un service d’horodatage certifié. 
Généralement elle est gérée par un opérateur assurant la fonction d’Autorité de certification (les champs de contrainte et de responsabilité étant connexes).